# Itame africana
Itame africana är en fjärilsart som beskrevs av Hans Zerny 1934. Itame africana ingår i släktet Itame och familjen mätare. Inga underarter finns listade i Catalogue of Life.